# Isle Royale
48°0′0″N 88°55′0″V / 48.00000°N 88.91667°V
Isle Royale er den største ø i søen Lake Superior i staten Michigan, USA.  Øen og de mindre øer rundt omkring danner tilsammen en nationalpark, Isle Royale National Park.
Øen er 74 km lang, 14 km bred og har et areal på ca 530 km². Det højeste punkt er Mount Desor, der er  425 moh.
Isle Royale har hørt til USA siden Webster-Ashburton-aftalen blev indgået  i 1842, selvom den ligger nærmere den Canadiske kystlinje og hører administrativt til Keweenaw County, Michigan.
En gang var fiskerierhvervet stort på øen, man fiskede regnbueørred og helt. Indbyggerne, er for en stor del af skandinavisk oprindelse, blev tvunget at flytte da man besluttede at indrette nationalparken.
Øen er meget velkendt blandt biologer på grund af et langvarig studie af forholdet mellem ulv og elg. Ulvene gik over isen og overtog den mindre prærieulvs rolle som rovdyr . Studiet viser at det synes at opstå en slags harmoni mellem dyrene og at de tilpasser sig efter situationen.